# 크로다
크로다 인터내셔널(영어: Croda International plc)은 영국 스네이스(Snaith)에 본사를 둔 특수 화학 회사이자 런던 증권거래소 상장기업이다.

## 역사
1925년 조지 윌리엄 크로와 헨리 제임스 다우가 함께 크로다를 설립했으며, 회사명은 조지 윌리엄 크로의 ‘크로’와 제임스 다우의 ‘다’가 합쳐져 ‘크로다’이다.
회사의 모태는 처음 크로우가 로우클리프 브리지(Rawcliffe Bridge)에 버려진 상수도 시설을 7 파운드에 구입한 것으로 시작된다. 이 상수도 시설은 이후 크로다가 양털에 존재하는 천연 보호 지방인 라놀린 1배럴을 처음으로 제조하는데 쓰이게 된다. 크로우와 다우는 양털에서 추출한 라놀린으로 화장품 원료, 다양한 산업에 사용 가능한 방수제, 가죽 드레싱 등을 추출하기 위해 공정을 개발 중에 있었지만 당시 영국은 국내 라놀린 생산량이 전혀 없어 수입에 의존하고 있는 상황이었다. 이 후 크로의 조카 필립 우드가 1925년 제조소 관리자로 임명되어 벨기에 화학자들과 긴밀히 협력해 새로운 추출 공정을 개발해 연말에 크로다는 성공적으로 첫 번째 라놀린 생산에 성공했다. 그 후, 라놀린 녹방지 특성을 기술한 국립물리연구소 (National Physical Laboratory)의 보고서 발표되어 그 가치를 인정받고, 크로다는 내수 시장과 국외 수출에 주력했다.
이 외에도, 크로다는 1990년 일명 "로렌조 오일"병으로 알려진 부신백질이영양증(ALD, Adrenoleukodystrophy)의 치료에 도움을 주는 로렌조 오일(Lorenzo’s Oil)을 개발하기도 했다.
1950년 자회사인 크로다 주식회사 (Croda Inc.) 뉴욕 설립 이후, 50년대부터 70년대까지 험멜 화학회사, 유나이티드 오리미어 오일 (United Oremier Oil), 브리티시 글루즈 & 케미컬 (British Glues & Chemicals), L&H 홀딩스와 A B Fleming, 미들랜드-요크셔 타르 증류기(Midland-Yorkshire Tar Distillers)를 인수하며 회사는 급속한 성장을 이뤘다. 2000년대에 들어서는 특수화학에 주력하며 ICI의 유니케마사와 농업생명과학 사업 플랜트 임팩트 (Plant Impact)와의 인수합병을 추진하여 사업 영역을 확장하고 있다.

## 사업
현재 크로다의 사업은  퍼스널 케어(Personal Care),  크롭 케어(Crop Care)와 헬스 케어(Health Care)를 포함한 라이프 사이언스 (Life Science) 그리고 코팅과 폴리머를 포함한 퍼포먼스 테크놀리지(Performance Technology) 총 3가지 핵심 분야로 나뉜다.